# دره الهمبرا (کالیفرنیا)
دره الهمبرا، کالیفرنیا (به انگلیسی: Alhambra Valley, California) یک منطقهٔ مسکونی در ایالات متحده آمریکا است که در کالیفرنیا واقع شده‌است.

## خصوصیات
دره الهمبرا ۵٫۵۸۱ کیلومترمربع مساحت و ۹۲۴ نفر جمعیت دارد و ۱۶۰٫۰۲ متر بالاتر از سطح دریا واقع شده‌است.